# Paul Lane
Paul Lane, född 22 januari 1896 i Beria, Ohio, USA, död i februari 1986, var en svensk skådespelare.
Lane studerade vid Filmskolan i Stockholm på 1920-talet. När han sökte och fick en plats på John W. Brunius filmskola vårterminen 1925 uppgav han sig heta furst Paul Radetsky och föregav internationella filmerfarenheter. Sedan han fått rollen i Damen med kameliorna använde han namnet Paul Lane.

## Filmografi
- 1925 – Karl XII del II
- 1925 – Damen med kameliorna
- 1926 – Fänrik Ståls sägner-del I